# ۸۳۱ (میلادی)
۸۳۱ (میلادی) هشتصد و بسی و یکمین سال تقویم میلادی است.

## درگذشتگان
‎